# Peter-Jan Wagemans
Peter-Jan Wagemans (* 7. September 1952 in Den Haag) ist ein niederländischer Komponist.

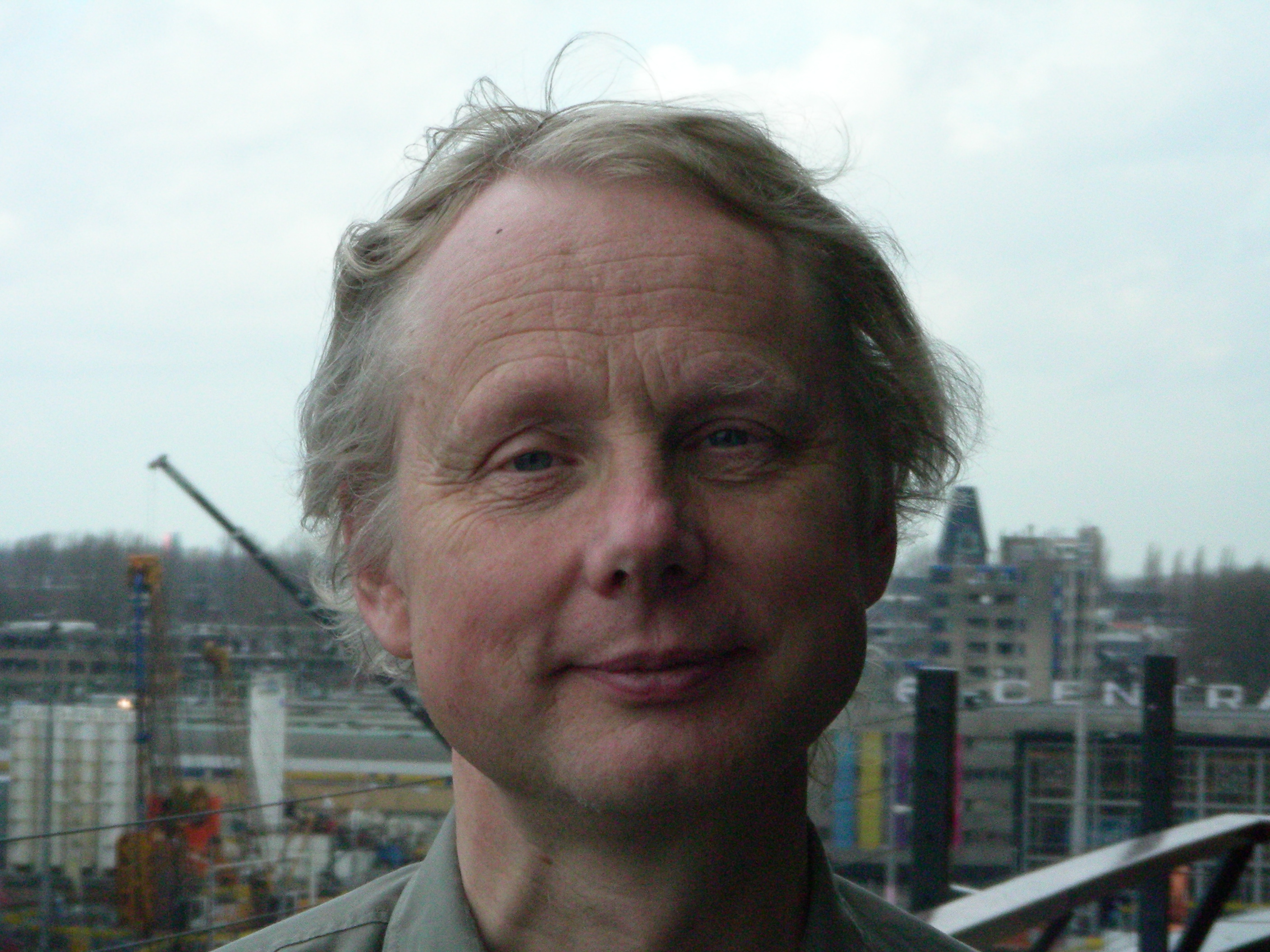
P.-J. Wagemans

## Leben
Wagemans studierte Orgel, Komposition (bei Jan van Vlijmen) und Musiktheorie am Königlichen Konservatorium in Den Haag. Sein Kompositionsstudium setzte er danach bei Klaus Huber an der Musikhochschule Freiburg fort. Sein umfangreiches Werkverzeichnis umfasst alle Gattungen, im Vordergrund stehen aber sinfonische Werke.
Peter-Jan Wagemans unterrichtet seit 1984 Komposition und Musiktheorie am Rotterdams Conservatorium. Er ist Mitbegründer der Rotterdamer Schule.

## Kompositionen
- Muziek I (1974)
- Muziek II (1977, rev. 1979)
- Muziek III (1986, rev. 1987)
- Muziek IV (1988)
- Muziek V
- Requiem für Streicher und Schlagzeug (1992)
- Panthalassa (Sinfonie Nr. 6) für sinfonisches Blasorchester, (1994)
- De stad en de engel (1996/1997)
- Sinfonie Nr. 7 (1998/1999)
- Moloch (2000)
- Streichquartett (1997/1998)
- Legende, Oper, 2004–2006; UA: 2007, szenisch: 2. Februar 2011, De Nederlandse Opera, Amsterdam
- Andreas Weent (Andreas Weeps), Oper, 2009–2012; UA: 2012